# Walter Wiora
Walter Wiora (n. 30 decembrie 1906, Kattowitz – d. 9 februarie 1997, Tutzing) a fost un muzicolog german.

## Viața
A studiat la Hochschule für Musik din Berlin (1925-7), sub îndrumarea lui Abert, Blume, Hornbostel, Sachs, Schering și Schünemann, iar, mai apoi, la Freiburg cu Gurlitt (1926-36).
Wiora și-a susținut teza de doctorat la Freiburg, sub îndrumarea lui  Wilibald Gurlitt, în anul 1937, cu o dizertație despre dezvoltarea cântecului folcloric. A devenit apoi, asistent la Volksliedarchiv Deutsches (1936-41), în același oraș. Tot în acest an s-a alăturat partidului nazist (NSDAP).
Între anii 1941 și 1942, a fost lector la Reichsuniversität Posen. După Al Doilea Război Mondial, a revenit ca arhivar la Volksliedarchiv Deutsches, în  Freiburg (1946-58). Din 1958 devine profesor de muzicologie la Kiel. Aici a înființat, Institut für Herder Musikgeschichte pe care l-a condus până în anul 1962.
A fost un membru în organismul de conducere Musikrat Deutscher (1956-65) – sub care, a editat Zeitfragen Musikalische – și în Comitetul Consiliului Internațional de Folclor Muzical (1955).
Din octombrie 1958 a fost profesor de muzicologie la Christian-Albrechts-Universität din Kiel. De asemenea, a fost membru al Comisiei UNESCO din Germania. Din 1964 până la pensionarea sa în 1972 a fost profesor de muzicologie la Universität des Saarbrücken.

## Lucrări
Wiora a activat în multe zone de cercetare muzicologică: cântecul folcloric și folclorul muzical; estetica muzicală și istoria conceptului de muzică; perioade individuale și țări; genuri (mai ales liedul); specii de muzică (de exemplu, muzica absolută, muzica cu program); și compozitori (Josquin, Brahms).

Lucrările sale se caracterizează prin atenția pe care o acordă fiecărui aspect în parte: a materialului în dezbatere, metodelor de cercetare muzicologică și a examinării obiectivelor.
Metoda de bază în cercetarea sa a fost dezvoltarea unui sistem al "cercetării esențiale", care privește procesele tradiționale, precum și factorii constanți și principiile de dezvoltare în evoluția istorică a muzicii. Această metodă încercă să combine muzicologia sistematică cu cea istorică și să dea o perspectivă universală istoriei muzicii, stabilind legături între muzica folclorică și arta muzicii și desființând centralitatea Europei: arta muzicii occidentale a fost, doar o "perioadă a muzicii". În Die Vier Weltalter der Musik (1961) Wiora a cercetat această perioadă punându-o în legătură cu perioade preistorice și timpurii, cu muzica din culturi foarte dezvoltate din Antichitate și din Orient și cu "perioada tehnologiei și culturii globale a industriei".
Die Vier Weltalter der Musik este principala sa lucrare de muzicologie. Este un proiect în care împarte istoria muzicii în patru perioade. În primul capitol tratează muzica folosită în ritualurile de vânătoare, religioase și medicinale din perioada Epocii de piatră, analizând inscripții găsite pe morminte, precum și a trăsăturile „primitive” care au „supraviețuit” în cultura muzicală a popoarelor indigene. Încearcă astfel o analiză a muzicii primitive pe care o compară cu cea actuală a acestor popoare. Demonstrează că Epoca de piatră este o perioadă mult mai bogată decât, ar părea, la prima vedere.
În a doua parte analizează muzica și viața muzicală a marilor culturi din Antichitate. Studiază texte vechi evreiești și cântecele sinagogilor, dar de asemenea enunță ipoteze despre culturi muzicale vechi, precum cele ale sumerienilor, babilonienilor sau mesopotamienilor.
A treia partea o dedică Orientului și Occidentului muzical, recunoscând, totuși, pentru vestici un statut special, asemănător cu cel pe care l-au grecii antici în filozofie și matematică.
Ultimul capitol se ocupă cu muzica contemporană lui, începând cu sfârșitul de secol XIX (Max Reger și Claude Debussy). Pune accent pe muzica nouă precum revoluționarul rock, aprobând, de asemenea, că jazz-ul nu este doar un amestec de armonii europene, ritmuri africane și cuvinte.
În opinia sa, cântecul popular a țăranului autentic s-a stins, fiind înlocuit de cântecul burghez.